# Campyloctys titus
Campyloctys titus är en fjärilsart som beskrevs av Köhler 1924. Campyloctys titus ingår i släktet Campyloctys och familjen tandspinnare. Inga underarter finns listade i Catalogue of Life.